# Nieuwenhagen
Nieuwenhagen est un village situé dans la commune néerlandaise de Landgraaf, dans la province du Limbourg. Le 1er janvier 2007, le village comptait 9 400 habitants.

## Histoire
Nieuwenhagen a été une commune indépendante jusqu'au 1er janvier 1982. À cette date, elle est fusionne avec Schaesberg et Ubach over Worms pour former la nouvelle commune de Landgraaf.